# Districtul Tirana

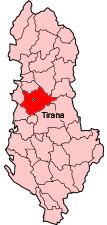
Districtul Tirana în Albania

Districtul Tirana este un district rural în Albania. Are o populație de 521.000 (2004 est) și o suprafață de 1.238 km². Capitala districtului este orașul Tirana. 
1. 1 2 3  GeoNames